# Acidomomys
Acidomomys — плезіадоподібний ссавець, тобто є попередником приматів або дуже близьким до них. Належить до родини паромомиєвих.
Скам'янілості Acidomomys hebeticus були описані з пізнього палеоцену, кларкфоркських прісноводних вапняків басейну Кларкс-Форк, штат Вайомінг. Здається, вони мають незвичайну послідовність прорізування зубів, що відрізняється від плесіадапіса та інших примітивних приматів і, можливо, вказує на відмінності у зовнішності обличчя чи історії життя.